# راینوسروس تری‌دی
راینوسروس تری‌دی (به انگلیسی: Rhinoceros 3D) معروف به راینو از دسته نرم‌افزارهای طراحی صنعتی به کمک کامپیوتر CAID (مخفف عبارات Computer Aided Industrial Design) می‌باشد که توسط شرکت رابرت مکنیل و همکاران در سال ۱۹۸۰ ایجاد شد. این نرم‌افزار برای مهندسان طراحی صنعتی، معماری، مهندسی عمران، مهندسی مکانیک، و همچنین طراحی بازی‌های رایانه‌ای کاربرد دارد.
این نرم‌افزار قابلیت مدلسازی به شیوهٔ نربز (NURBS) را دارا می‌باشد
رقیب اصلی نرم‌افزار راینوسروس تری‌دی در بازار آلیاس می‌باشد.
این نرم‌افزار به همراه افزونه‌های قدرتمند بسیار که از طریق سایت این نرم‌افزار قابل دانلود است مجموعه‌ای مناسب در جهت مدل سازی‌های سه بعدی برای طراحان به حساب می‌آید. کارکردهای مناسب و ساده این نرم‌افزار در تشکیل صفحه‌ها و حجم‌های منحنی از نقاط قوت این برنامه به حساب می‌آید. افزونه ی گراسهاپر که از راینو 6 جز ابزار برنامه قرار گرفته‌است , این امکان را برای طراحان و برنامه نویسان فراهم می‌کند که بتوانند با استفاده از برنامه‌نویسی تصویری (visual programing) حجم‌های مورد نظر خود را تولید نمایند.

## مشخصات
راینوسروس در درجه اول یک مدل ساز سطح آزاد است که از مدل ریاضی NURBS استفاده می کند.  معماری برنامه راینوسروس و SDK باز آن را ماژولار کرده و کاربر را قادر می سازد تا رابط را سفارشی و دستورات و منوهای سفارشی ایجاد کند.

## فرمت فایل‌ها
فرمت فایل راینوسروس (.3DM) می‌باشد که برای تبادل هندسه NURBS مفید است.  توسعه دهندگان راینو، ویژگی OpenNURBS Initiative را جهت فراهم‌سازی ابزارهایی برای توسعه دهندگان نرم افزار گرافیک کامپیوتری ایجاد کردند تا هندسه سه بعدی را به طور دقیق بین برنامه ها منتقل کنند.  یک جعبه ابزار منبع باز، openNURBS شامل مشخصات فرمت فایل 3DM، اسناد، کتابخانه های کد منبع C++ و مجموعه های NET 2.0 برای خواندن و نوشتن فرمت فایل در پلتفرم های پشتیبانی شده ویندوز، ویندوز ۶۴ بیتی، لینوکس و مکینتاش است.
راینوسروس سازگاری با نرم افزارهای دیگر را ارائه می دهد زیرا بیش از 30 فرمت فایل CAD را برای Import و Export پشتیبانی می کند.[4]
فرمت‌های فایل تصویری و CAD زیر به صورت بومی پشتیبانی می‌شوند (بدون استفاده از افزونه‌های خارجی):
- DWG/DXF (AutoCAD 200x, 14, 13, and 12)
- IGES
- STEP
- SolidWorks SLDPRT and SLDASM
- SAT (ACIS, export only)
- MicroStation DGN
- Direct X (X file format)

- FBX
- X_T (Parasolid, export only)
- .3ds
- LWO
- STL
- SLC
- OBJ

- AI
- RIB
- POV
- UDO
- VRML
- CSV (export properties and hydrostatics)
- BMP

- TGA
- uncompressed TIFF
- VDA
- GHS
- GTS
- KML
- PLY
- SketchUp

فرمت های زیر بصورت افزونه جدا قابل اجرا بر روی راینوسروس هستند:
- 3DPDF
- ACIS
- CATIA V4
- CATIA V5

- CATIA V6
- CGR
- Inventor

- JT
- Parasolid
- PLMXML

- Creo Parametric
- Solid Edge
- Siemens NX

هنگامی که فرمت های فایل CAD را باز می کنید که در فرمت فایل اصلی آن .3dm نیستند، راینوسروس هندسه را به فرمت اصلی خود تبدیل می کند.  هنگام وارد کردن یک فایل CAD، هندسه به فایل فعلی اضافه می شود.
هنگامی که فرمت فایل اتودسک اتوکد تغییر می کند (برای اطلاعات بیشتر به فرمت فایل DWG مراجعه کنید)، Open Design Alliance فرمت فایل را مهندسی معکوس می کند تا امکان بارگیری این فایل ها توسط نرم افزارهای فروشندگان دیگر فراهم شود.  ماژول‌های Import و Export راینوسروس در واقع پلاگین هستند، بنابراین می‌توان آن‌ها را به راحتی از طریق یک سرویس به‌روزرسانی کرد.  نسخه‌های سرویس راینوسروس (SR) مکرر هستند و به صورت رایگان قابل دانلود هستند.  راینوسروس 5 SR10 می تواند فرمت های فایل DWG/DXF را تا نسخه ۲۰۱۴ Import و Export کند.

## پرینت سه بعدی
راینوسروس سه بعدی متکی به چند پلاگین است که چاپ سه بعدی را تسهیل می کند و امکان صدور فرمت های فایل .STL و .OBJ را فراهم می کند، که هر دو فرمت توسط پرینترها و دستگاه‌های خدمات سه بعدی  متعدد پشتیبانی می شوند.

## اسکریپت نویسی و برنامه نویسی
راینوسروس از دو زبان برنامه نویسی راینواسکریپت (بر اساس VBScript) و پایتون (V5.0+ و مکینتاش) پشتیبانی می کند.  همچنین دارای یک SDK و یک سیستم پلاگین کامل است.

## مشخصات مالی نرم‌افزار

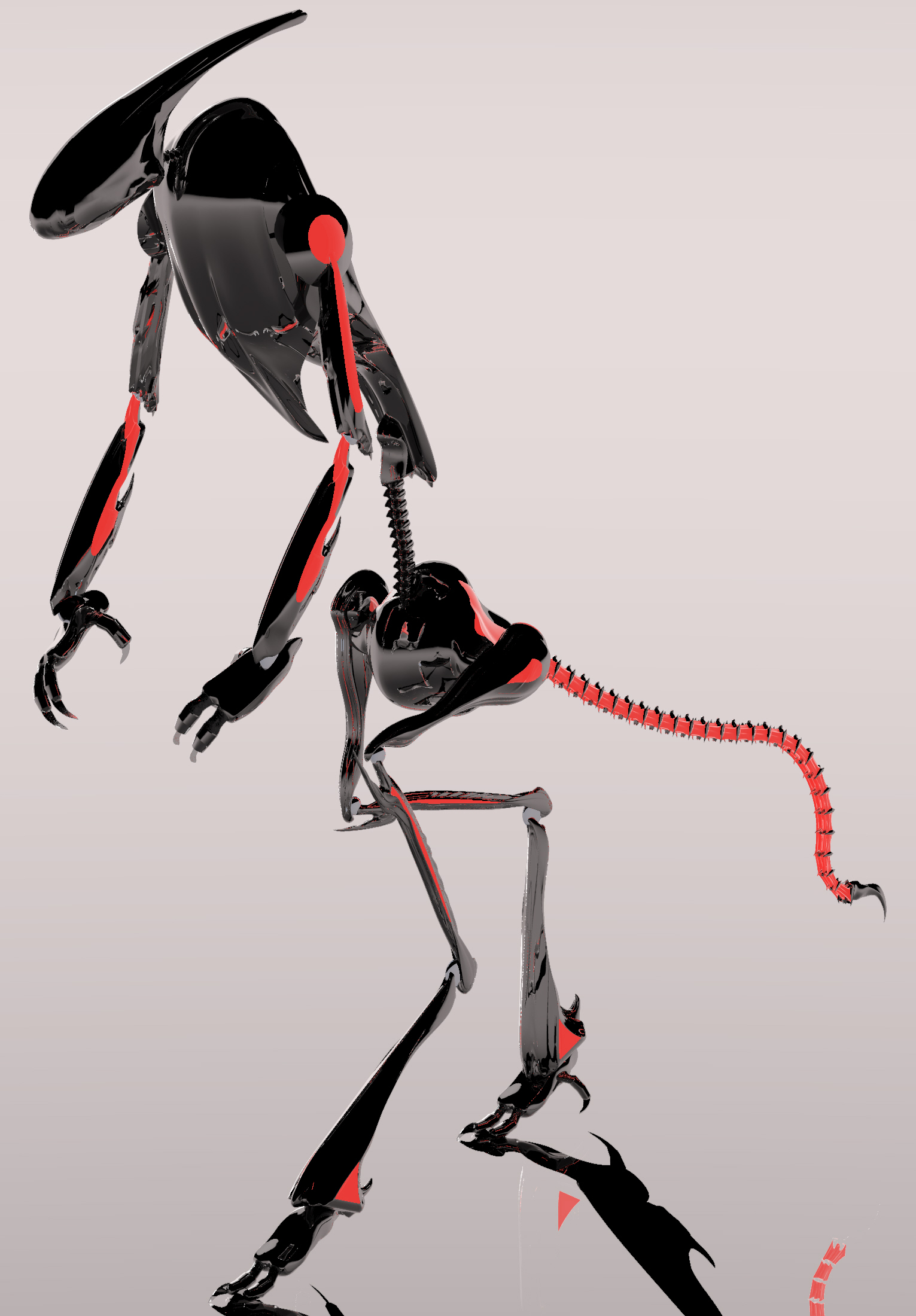
یک ربات طراحی شده در نرم‌افزار راینو

## پلاگین‌ها و افزونه‌ها
- وی‌ری (به انگلیسی: VRay)
- گرس‌هاپر سه بعدی